# Blind Rage
Blind Rage è il quattordicesimo album discografico in studio del gruppo musicale heavy metal tedesco Accept, pubblicato nell'agosto 2014.

## Tracce
1. Stampede – 5:14
2. Dying Breed – 5:21
3. Dark Side of My Heart – 4:37
4. Fall of the Empire – 5:45
5. Trail of Tears – 4:08
6. Wanna Be Free – 5:37
7. 200 Years – 4:30
8. Bloodbath Mastermind – 5:59
9. From the Ashes We Rise – 5:43
10. The Curse – 6:28
11. Final Journey – 5:02

## Formazione
- Mark Tornillo - voce
- Wolf Hoffmann - chitarra
- Herman Frank - chitarra
- Peter Baltes - basso
- Stefan Schwarzmann - batteria